# Скорчетоли-Монтелушо (Маса-Карара)
Скорчетоли-Монтелушо је насеље у Италији у округу Маса-Карара, региону Тоскана.
Према процени из 2011. у насељу је живело 214 становника. Насеље се налази на надморској висини од 204 м.